# Baudicio
Baudicio anche Baldizzone (... – 1277) è stato un vescovo cattolico italiano, vescovo di Acqui nella seconda metà del XII secolo.

## Biografia
Le informazioni sul vescovo Baudicio sono scarse, si ritiene che forse si possa trattare di quel Baldizzone di Bistagno che nel 1261 era stato nominato amministratore della mensa vescovile dal vescovo Alberto Sivoleto.
L'unico documento sopravvissuto dell'episcopato di Baudicio è un atto notarile datato 7 agosto 1276, nel quale Baudicio è indicato come "vescovo eletto". Il documento tratta di una falsa lettera del papa per la nomina di un certo Oberto Marescalco, alessandrino, a canonico della cattedrale; Baudicio non solo sconfessa la lettera, ma anche elegge un canonico legittimo, tale Franceschino di Miribello.
Non pervengono altre notizie su Baudicio, che morì nel 1277. Nel 1278 la sede risulta essere vacante.